# 田口真彩
田口 真彩（たぐち まや、2005年10月9日 - ）は、日本の女子バドミントン選手。宮崎県日向市出身。2023年の世界ジュニアダブルス女王。

## 経歴
宮崎県に生まれた。
大阪府大阪市天王寺区の強豪・四天王寺中学に入学。中学2年でU-15バドミントン女子では国内ランキング4位となる。
大会で観た山口県立柳井商工高等学校のバドミントン部の先輩の姿に憧れを抱く。
山口県柳井市立柳井中学校へ転校。卒業後は山口県立柳井商工高等学校に入学。バドミントン部への入部を申し出たが、「はじめに決めたチームで続けた方がいいのではないか」と顧問が考えていたため入部を3度断られた。しかし、田口の熱意に押され入部が認められた。

### 高校
高校時代は女子バドミントン部の主将を務めた。2021年から2023年の全国高等学校総合体育大会バドミントン競技大会（インターハイ）の女子団体で3連覇に貢献。
高校3年次の2023年10月8日にアメリカのスポケーンで行われた世界ジュニア選手権ダブルスに玉木亜弥とコンビを組み優勝。これは日本勢としては、歴史上2ペア目の女子ダブルス女王であった。
帰国後に出場した第75回国民体育大会の少年女子でも同校の選手で固めた県勢の初優勝を牽引した。
2023年11月から2024年2月にかけて開催された国内トップのS/JリーグでのACT SAIKYOの内定選手として臨みチームの全5戦にダブルスで出場し、当時の日本代表も下して全勝。新人賞に輝いた。

### 社会人
高校卒業後、2024年4月1日西京銀行に入行。同行のバドミントン女子の実業団チームACT SAIKYOに正式入団することになった。
同年9月の第67回全日本社会人バドミントン選手権大会混合ダブルスに、前月に東野有紗とのペア解消を発表したオリンピック銅メダリストの渡辺勇大とのペアで出場。

## 人物
- 趣味はYouTubeを見ること。
- 柳井商工高校時代に1学年後輩の宮崎友花と共に、柳井警察署の1日警察署長を務めたことがある[15]。